# Tegro-Ozero
Tegro-Ozero (in lingua russa Тегро-Озеро) è una città situata in Russia, nell'Oblast' di Arcangelo, nel Vel'skij rajon.